# Silnice III/0353

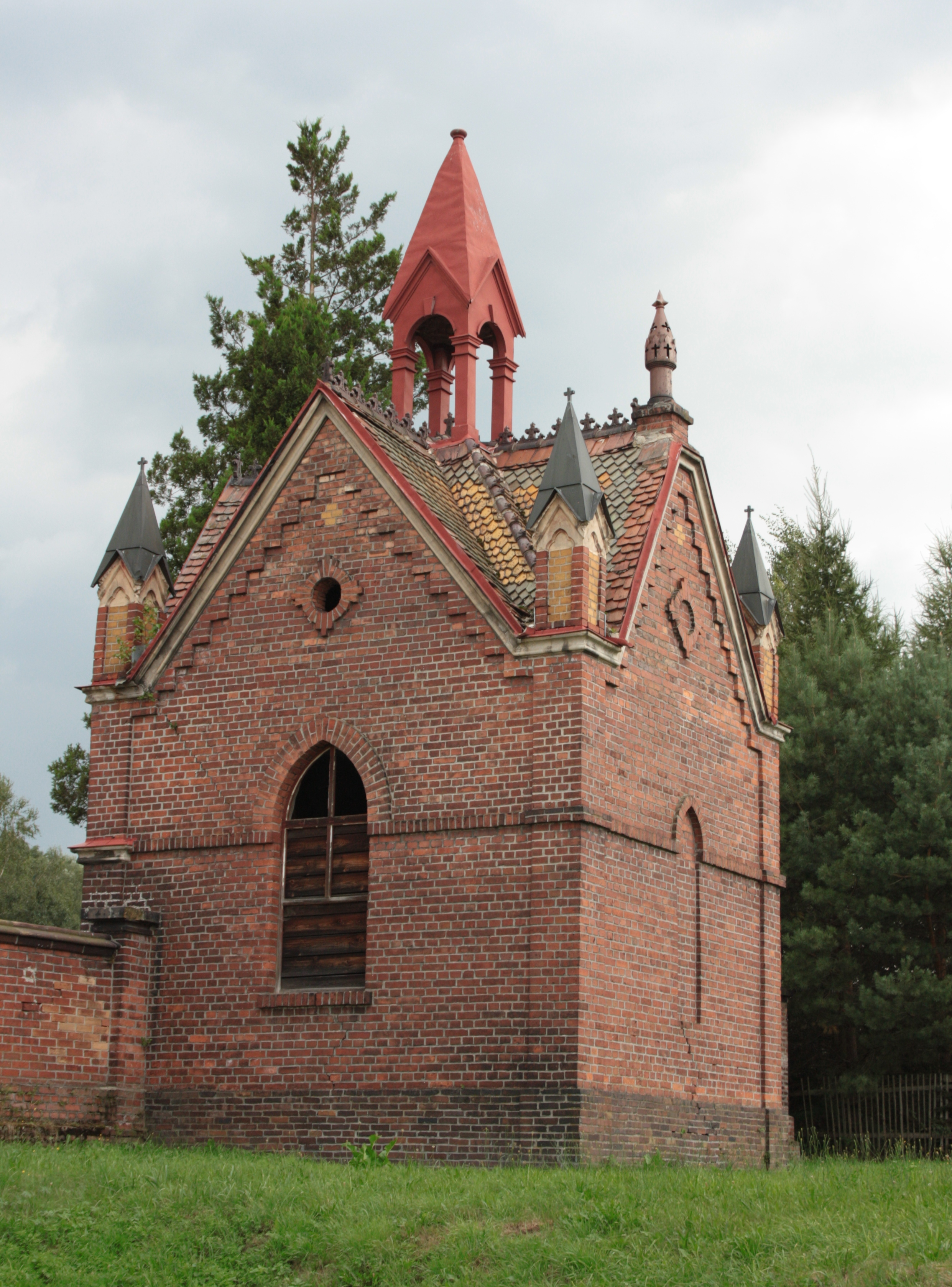
Silnice prochází Kunraticemi, v nichž stojí kaple Panny Marie Bolestné

Silnice III/0353 je komunikace v západní části Frýdlantského výběžku. Začíná na křižovatce se silnicí III/03511 jižně od obce Kunratice. Obcí Kunratice prochází a směřuje k severu. Na mostě přechází železniční trať číslo 037 mezi Frýdlantem a Minkovicemi. Silnice dalším mostem překročí řeku Smědou, projde vesnicí Víska, opětovně přemostí Smědou a vstoupí do Minkovic poblíž zdejší železniční zastávky. Na konci obce opětovně překročí na nechráněném železničním přejezdu železniční trať číslo 037 a pokračuje přímým směrem k severu.
Po přiblížení se k železniční trati číslo 037 tuto nechráněným přejezdem překřižuje a vstupuje do Višňové. V obci se u zdejšího sportovního hřiště ostře lomí k severovýchodu a pokračuje tímto směrem až k místní železniční stanici.
Za ní, na konci obce postupuje severním směrem kolem Filipovky do Černous. Před nimi se na vozovce v úseku mezi pastvinami nachází poslední dlážděný úsek komunikace ve volné krajině na Frýdlantsku. Dlážděn je čedičovými kostkami, které jsou ukládány v kroužkové skladbě. Za zdejší železniční zastávkou se otáčí k severozápadu, prochází vesnicí Ves a končí na česko–polské státní hranici.